# Marsaxlokk FC
Marsaxlokk Football Club (obecně známý jako Marsaxlokk) je maltský fotbalový klub sídlící v Marsaxlokku. Soutěží v Maltese Premier League, nejvyšší úrovni maltského fotbalu.
Hraje na stadionu Ta' Qali s kapacitou 17 500 míst k sezení. Domácí dresy jsou žluté s modrými trenýrkami, venkovní dresy jsou tmavomodré.

## Trofeje
- Maltská Premier League (1×)[1]
  - 2006/07